# 2,3-Dihydrofurane
Le 2,3-dihydrofurane est un composé hétérocyclique. C'est un éther d'énol des plus simples.